# 和平与社会主义问题

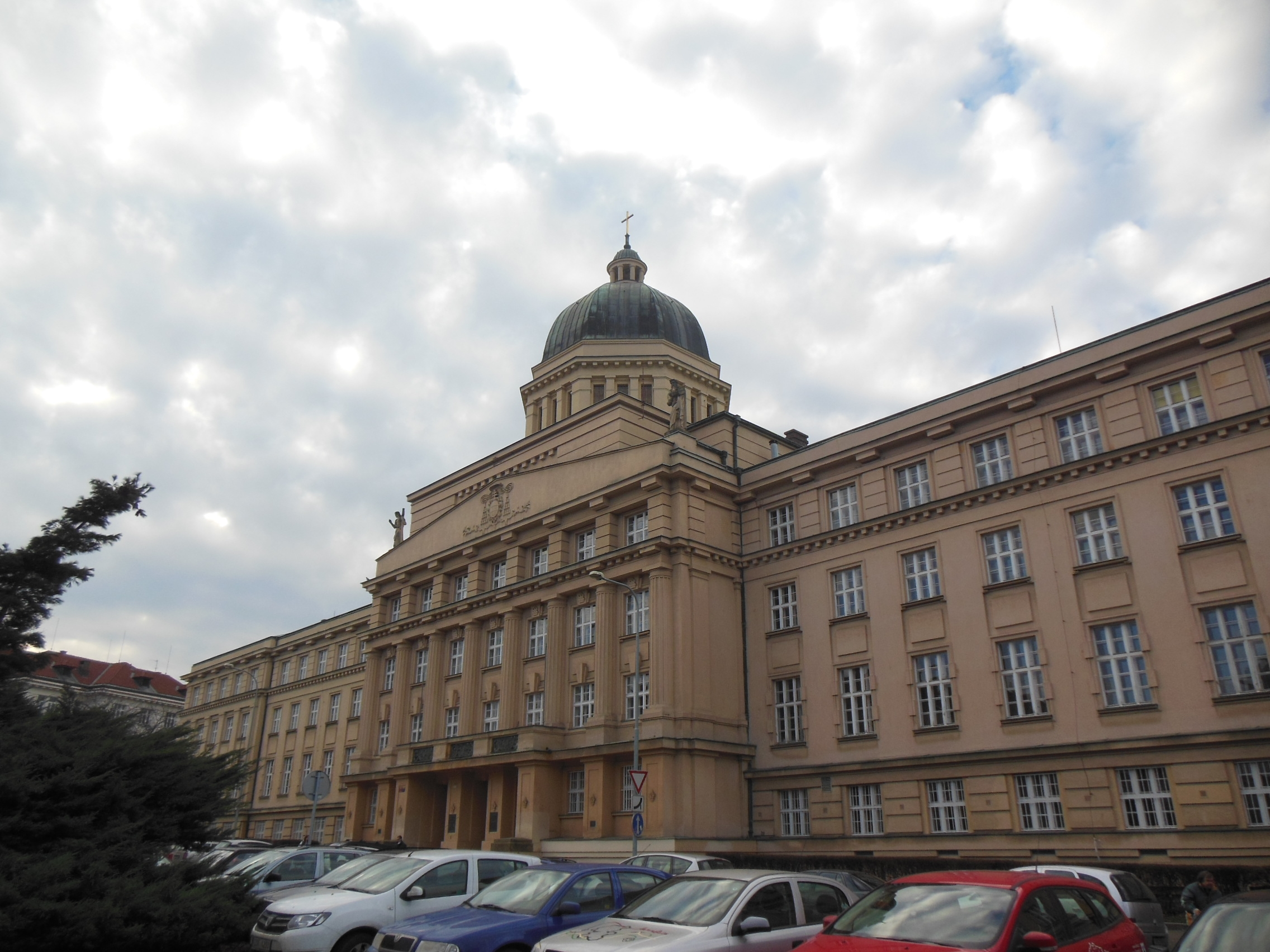
《和平与社会主义问题》布拉格编辑部

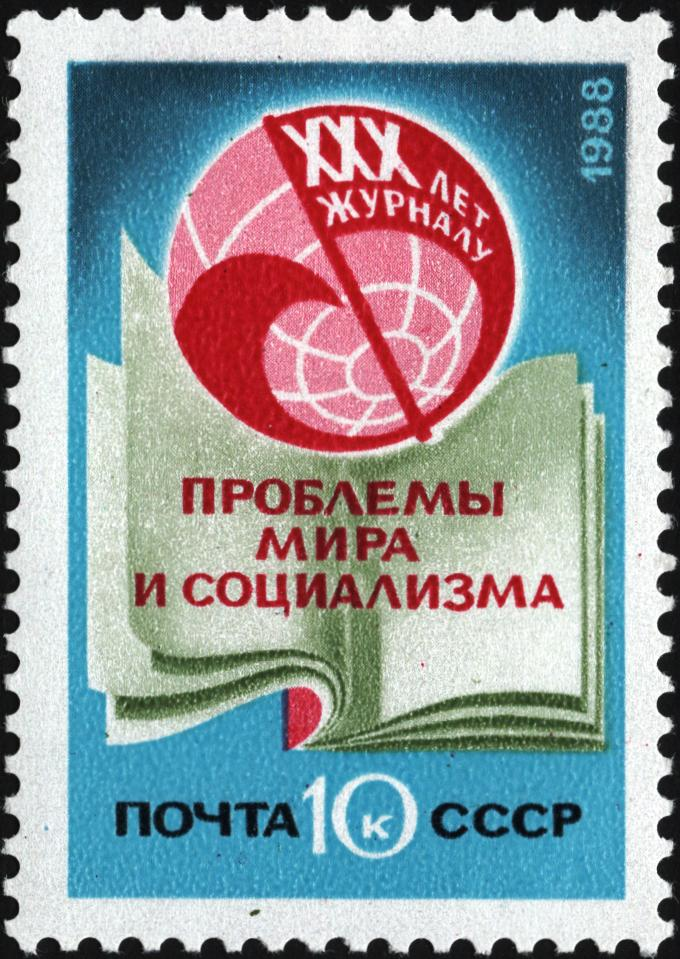
1988年，苏联为纪念《和平与社会主义问题》出版30周年而发行的邮票。

《和平与社会主义问题》（俄语：Проблемы мира и социализма），又名《世界马克思主义评论》（英語：World Marxist Review）（英文版名称），是一份由世界各国共产党和工人党联合撰写的理论杂志（月刊）。该杂志创刊于1958年9月，停刊于1990年6月，存在近32年。参与该杂志的编辑工作的共产党大多被视为“亲苏派”共产党。
该杂志是苏联共产党信息部的下属刊物, 该部门负责有关杂志出版的一切事务，包括起用苏联的一流编辑，决定杂志内容的取舍。
该杂志的编辑部设于捷克斯洛伐克首都布拉格。该杂志每期约发行50万份，读者分布于145个国家左右。在该杂志的巅峰期，有41种语言版本，来自69个共产党的编辑在其位于布拉格的编辑部为其工作。

## 与该杂志有关的共产党（部分）
- 苏联共产党
- 德国统一社会党
- 波兰统一工人党
- 捷克斯洛伐克共产党
- 匈牙利社会主义工人党
- 保加利亚共产党
- 阿根廷共产党
- 澳大利亚共产党
- 奥地利共产党
- 孟加拉国共产党
- 比利时共产党
- 民族解放阵线－巴林
- 加拿大共产党
- 智利共产党
- 哥伦比亚共产党
- 古巴共产党
- 劳动人民进步党
- 丹麦共产党
- 多米尼加共产党
- 埃及共产党
- 法国共产党
- 德国的共产党
- 希腊共产党
- 印度共产党
- 伊朗人民党
- 伊拉克共产党
- 爱尔兰共产党
- 以色列共产党
- 日本共产党
- 黎巴嫩共产党
- 卢森堡共产党
- 进步与社会主义党
- 挪威共产党
- 巴基斯坦共产党
- 巴勒斯坦共产党
- 秘鲁共产党
- 葡萄牙共产党
- 南非共产党
- 西班牙共产党
- 苏丹共产党
- 瑞士劳动党
- 叙利亚共产党 (费萨尔派)
- 土耳其共产党
- 乌拉圭共产党
- 美国共产党
- 委内瑞拉共产党
- 越南共产党[1]